# Departamento de San Martín (kommun i Argentina, San Juan)
Departamento de San Martín är en kommun i Argentina.   Den ligger i provinsen San Juan, i den centrala delen av landet, 1 000 km väster om huvudstaden Buenos Aires. Antalet invånare är 10 140.
Omgivningarna runt Departamento de San Martín är i huvudsak ett öppet busklandskap. Runt Departamento de San Martín är det glesbefolkat, med 19 invånare per kvadratkilometer.